# Deleni (Iași)
Deleni é uma comuna romena localizada no distrito de Iaşi, na região de Moldávia. A comuna possui uma área de 151.20 km² e sua população era de 10376 habitantes segundo o censo de 2007.